# Яуко

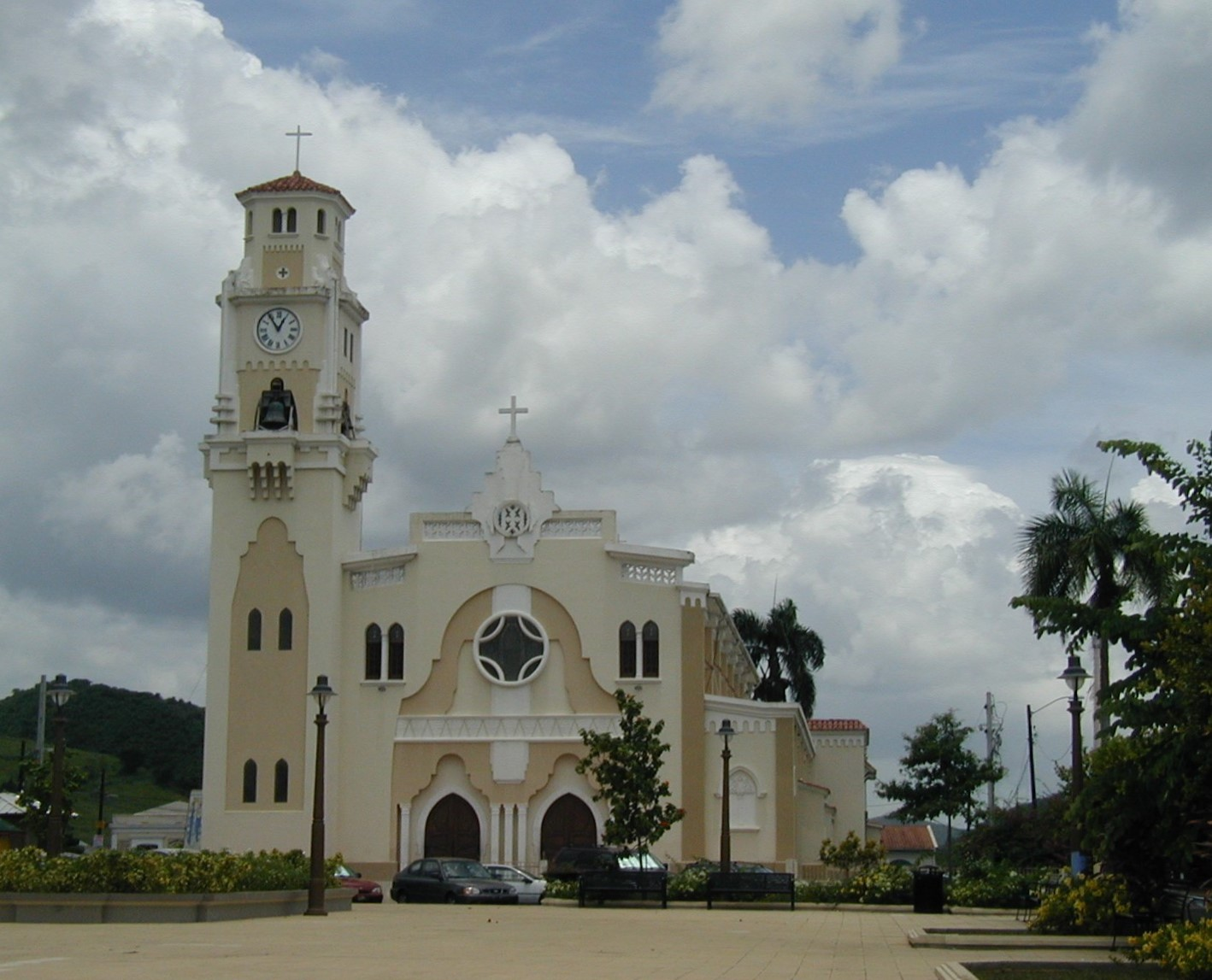
Католическая церковь

Яуко (исп. Yauco) — муниципалитет Пуэрто-Рико.

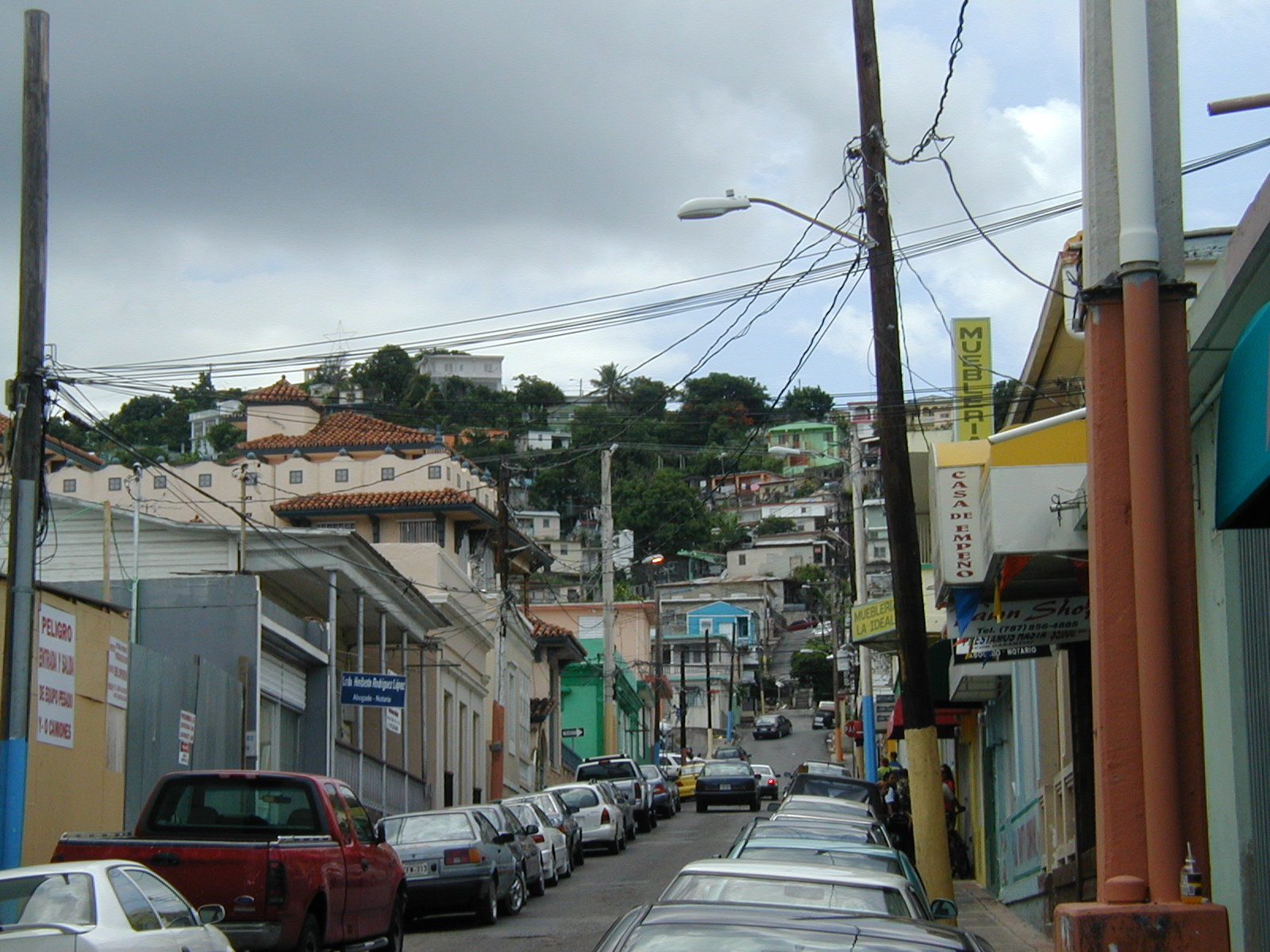
Улица Яуко

Расположен на юго-западе острова, и хотя муниципалитет находится внутри страны, он простирается до южного побережья Карибского моря. К югу от городов Ларес и Адхунтас.
На 2010 год население муниципалитета составляло 42 043 человека.
Площадь Яуко составляет 178,1 км² (57 место по этому показателю среди 78 муниципалитетов Пуэрто-Рико).
В XIX веке из-за географического сходства с их родиной Яуко стал центром иммиграции в Пуэрто-Рико корсиканцев, которые внесли свой вклад во многие сферы жизни в Яуко, особенно в его кофейную промышленность. Это сыграло роль в других названиях города «El Pueblo del Café» (Город кофе) и «Los Corsos» (Корсиканцы). На этой территории ранее проживали жители народа Таино, поэтому известен также, как «La Capital Taína» (Столица Таино) в честь коренных жителей Пуэрто-Рико.
В 2017 году большой ущерб муниципалитету нанёс ураган Мария.